# Jasienin Duży
Jasienin Duży (prononciation [ jaˈɕenin ˈduʐɨ]) est un village de la gmina de Jeżów, du powiat de Brzeziny, dans la voïvodie de Łódź, situé dans le centre de la Pologne.
Il se situe à environ 3 kilomètres au nord-ouest de Jeżów (siège de la gmina), 14 kilomètres à l'est de Brzeziny (siège du powiat) et 33 kilomètres à l'est de Łódź (capitale de la voïvodie).

## Administration
De 1975 à 1998, le village était attaché administrativement à l'ancienne voïvodie de Skierniewice.

Depuis 1999, il fait partie de la nouvelle voïvodie de Łódź.